# Eublarginea
Eublarginea é um gênero de traça pertencente à família Arctiidae.